# Epharmottomena funesta
Epharmottomena funesta là một loài bướm đêm trong họ Noctuidae.